# Cerf Beer
Pour les autres membres de la famille, voir Famille Cerfberr de Medelsheim.
Cerf Beer (yiddish : נַפְתָּלִי־הערץ בֶּן דּוֹב־בּער Naftali Hertz ben Dov Beer) est un financier, homme politique et un philanthrope juif alsacien du XVIIIe siècle (Medelsheim, 1726 - Strasbourg, 7 décembre 1793). Son nom est également orthographié « Berr ».
« Préposé général de la nation juive » d'Alsace de 1764 à 1788, il est à ce titre l'un des grands acteurs de l'émancipation des Juifs de France.

## Biographie

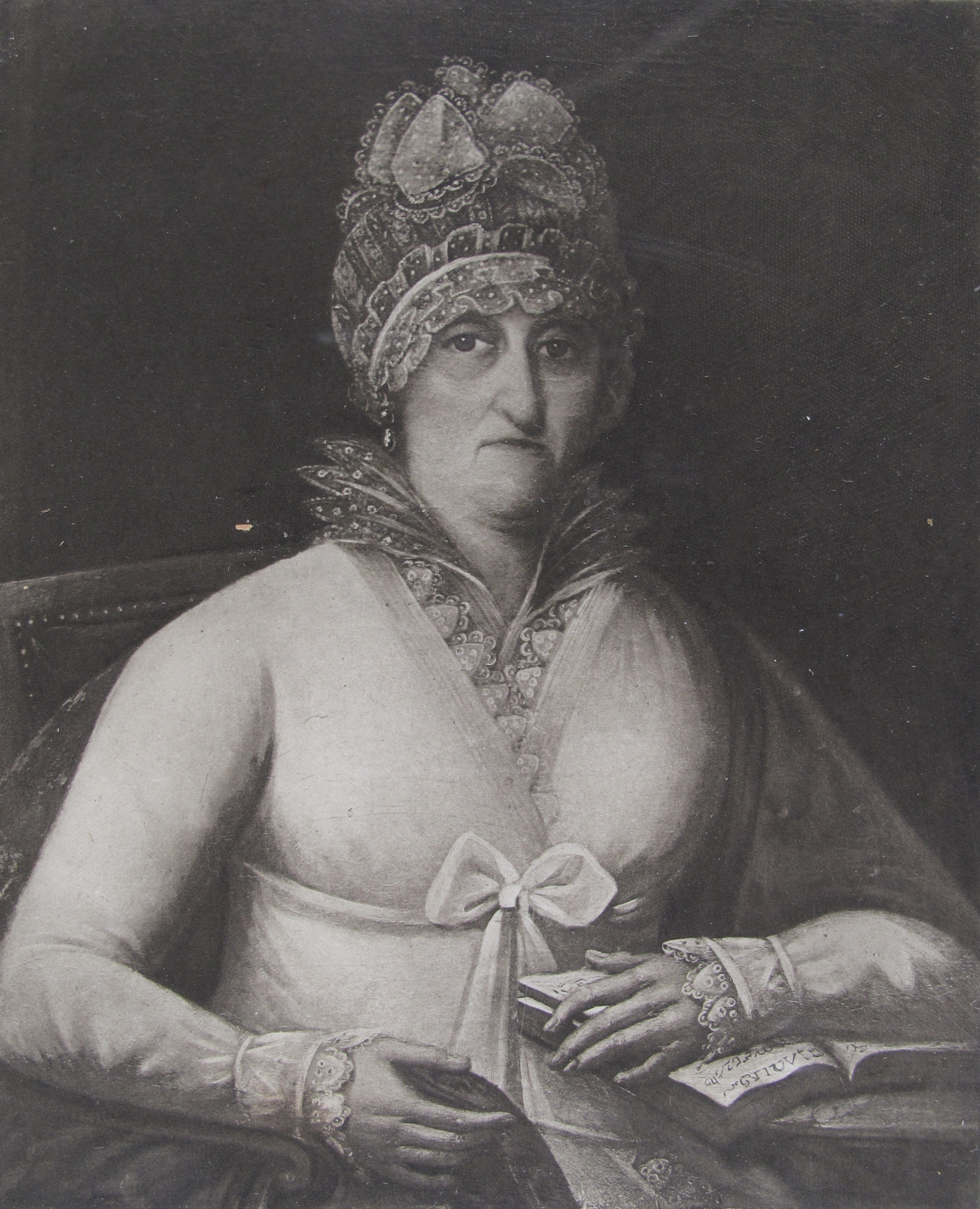
Portrait de Hanna Ratisbonne, née Hanna Brull, seconde épouse de Cerf Beer.

Né à Medelsheim, dans le duché des Deux-Ponts, qui était une terre d'Empire, il est le fils de Dov Berr Medelsheim (v. 1705 - 1778), banquier notamment des landgraves de Hesse-Darmstadt et des comtes de Deux-Ponts. La sœur de Cerf Beer épousera le rabbin David Sintzheim.
Cerf Beer s'établit à Bischheim en Alsace. Sa première femme, Jüdel Weil, lui donna huit enfants, dont : 
- Minette (1757-1825), mère du général-baron Marc François Jérôme Wolff ;
- Marx (1758-1817) ;
- Lippmann (1760-1827), marié à la fille du député Berr Isaac Berr de Turique ;
- Baruch (1762-1824), délégué du Bas-Rhin à l'Assemblée des notables ;
- Théodore (1766-1832) qui joua un rôle lors des États généraux et lors du Grand Sanhédrin convoqué par Napoléon.

Il épouse en secondes noces une veuve, Hana Brull, la mère d'Auguste Ratisbonne.
Marchand de chevaux, Cerf Beer devient fournisseur aux armées pendant la guerre de Sept Ans (1756-1763) et entre en contact avec le duc de Choiseul, secrétaire d'État aux Affaires étrangères. Dépositaire de sommes importantes appartenant à l'État, il obtient sur l'insistance de Choiseul et malgré l'opposition des magistrats, de pouvoir résider à Strasbourg dans une maison mieux protégée qu'à Bischheim, à une époque où les Juifs devaient quitter la ville au crépuscule. Ses droits de propriété y furent contestés par la ville jusqu'à la Révolution.
En 1765, il devient « syndic général » des Juifs d'Alsace, donc un de leurs quatre représentants vis-à-vis des autorités.
En 1775, en reconnaissance des services rendus, Cerf Beer obtient des lettres de naturalité (c'est-à-dire la naturalisation française) grâce à Choiseul.
Un de ses grands combats fut l'abrogation du péage corporel (leibzoll) qui frappait les Juifs d'Alsace. Il en obtient d'abord le fermage puis réussit à le faire abolir en 1784 moyennant le versement de 48 000 livres à la ville de Strasbourg.
En 1786, Cerf Beer fonde la yechiva de Bischheim dont le premier directeur est son beau-frère, le rabbin David Sintzheim, qui deviendra le premier grand rabbin du Consistoire central.
En relation avec Moïse Mendelssohn, Cerf Beer lui demande d'écrire un mémoire en faveur des Juifs. Celui-ci préfère que ce mémoire soit écrit par un non-juif, et s'adresse à J. Ch. Dohm qui publie Uber die bürgerliche Verbesserung der Juden (De la réforme politique des juifs). Dohm influença énormément l'écrivain et homme politique Mirabeau qui fait paraître Sur Moses Mendelssohn, sur la réforme politique des Juifs.
Cerf Beer fut aussi en liaison avec l'homme d'Etat Malesherbes quand celui-ci fit publier l'édit de 1787 qui généralisait l'état civil aux non-catholiques, mais qui ne put être enregistré tel quel pour les Juifs de Lorraine et d'Alsace (voir Le chemin vers l'émancipation des Juifs).
Cerf Beer est aussi à l'origine de la fortune du banquier Beer Léon Fould qu'il a soutenu en lui prêtant par trois fois trente mille francs.

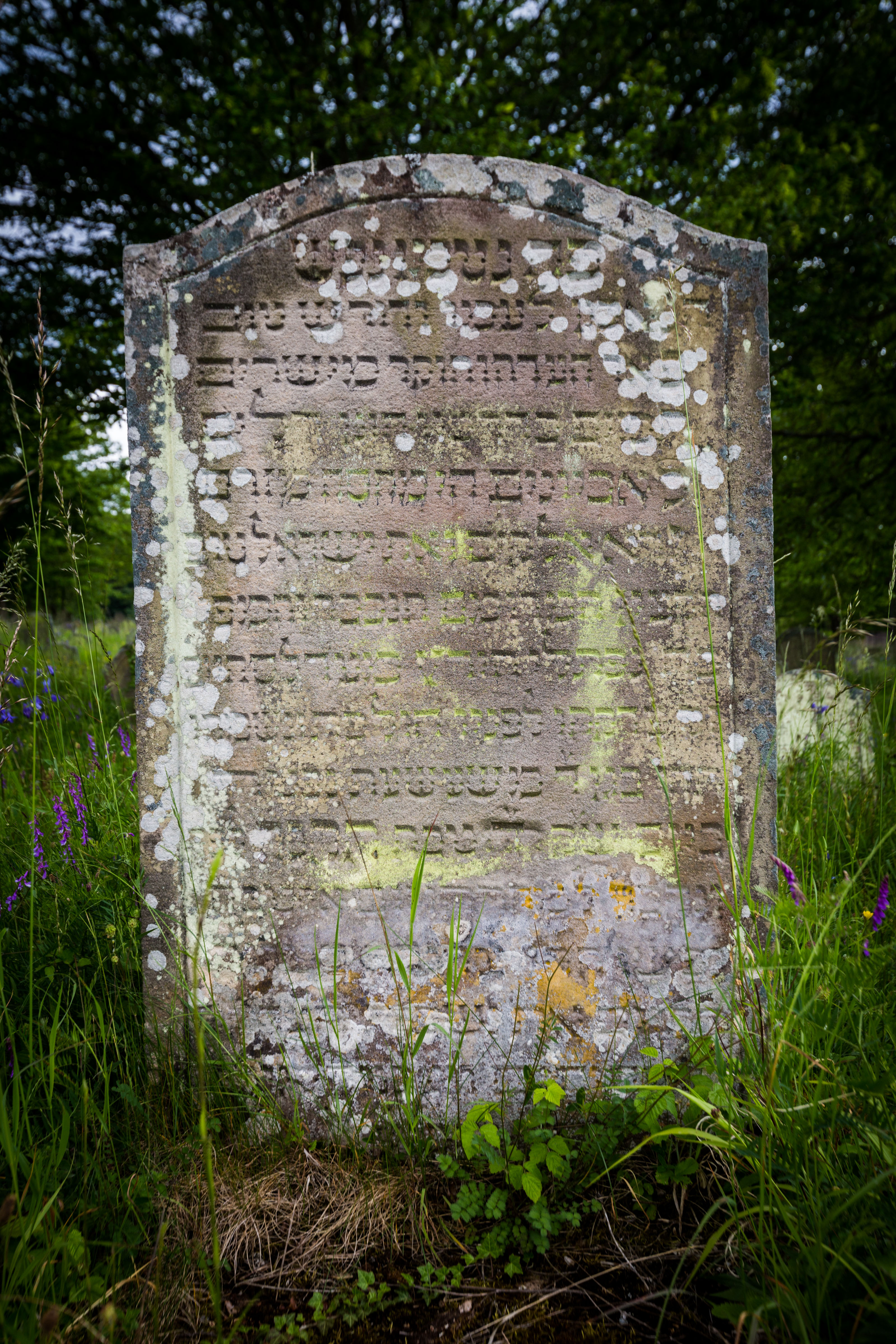
La sépulture de Cerf Beer au cimetière juif de Rosenwiller.

Cerf Beer décède le 7 décembre 1793 (4 Tebet 5554), lors d'un séjour à Strasbourg, et est enterré le lendemain au cimetière juif de Rosenwiller où on peut voir sa tombe (section II, rangée 16, 6e tombe en partant du début de la rangée). Il est désigné dans le registre du cimetière comme CHTADLAN HAMEDINA HIRTZ MEDESHEIM MIBISCHHEIM : « le porte-parole de la Province, Hirtz Medelsheim de Bischheim ».

On peut y lire son épitaphe : 

« Ici repose le corps de celui qui fut fidèle à son peuple et rechercha le bien, gloire de l’assemblée, recherchant la justice, intègre dans ses démarches, compatissant avec les pauvres, et pour les indigents, il fut un refuge durant la tempête.
Il craignait l’Éternel et recherchait le bien d’Israël. Le noble, le très élevé, le très distingué, l’illustre, l’honorable Nephtali Hirts Medelsheim, que son souvenir soit béni. Que sa justice le précède et que son âme se réjouisse dans le jardin de l’Éternel. Il s’en alla le saint jour du shabbat 4 Tebet 5554 du petit comput, et fut porté en tombe le lendemain, dimanche 5 Tebet.
Que son âme soit réunie au faisceau des vivants avec les âmes des justes et des pieux et qu’il se lève pour recevoir sa part à la fin de temps.
Amen, Sela. »

— Traduction de Robert Weyl.
Cerf Beer a inspiré à Honoré de Balzac le personnage du financier baron Jean-Baptiste d'Aldrigger,.